# 青海都市運動公園
青海都市運動公園（日语：／ Aomi Aban Supōtsu Pāku）是位於日本東京都江東區青海的室外臨時性體育場地。此處舉辦2020年夏季奧林匹克運動會三對三籃球及運動攀登比賽，也是2020年夏季帕拉林匹克運動會五人制足球比賽場館。

## 外部連結
- 有明アーバンスポーツパーク 東京2020オリンピック・パラリンピック競技大会 （页面存档备份，存于） （日語）